# Wágner Ferreira dos Santos
Wágner Ferreira dos Santos of simpelweg Wágner (Sete Lagoas, 29 januari 1985) is een Braziliaanse voetballer. Hij maakte zijn debuut bij América Mineiro en speelde daarna bij Cruzeiro. In januari 2007 werd hij verkocht aan Al-Ittihad, maar deze club kon de volledige transfersom van 9 miljoen euro niet betalen, waardoor hij terugging naar Cruzeiro. In augustus 2009 ging de Braziliaanse speler naar Lokomotiv Moskou. In januari 2011 ging hij naar Gaziantepspor. Een jaar later keerde hij terug naar eigen land waar hij een contract tekende bij Fluminense.

## Statistieken
| seizoen    | club                   | land          | competitie                    | wed. | goals |
| ---------- | ---------------------- | ------------- | ----------------------------- | ---- | ----- |
| 2002-2004  | América Belo Horizonte | Brazilië      | Campeonato Brasileiro Série B | 65   | 16    |
| 2004-2006  | Cruzeiro Esporte Clube | Brazilië      | Campeonato Brasileiro Série A | 115  | 18    |
| 2007       | Al-Ittihad Djedda      | Saoedi-Arabië | Saudi Premier League          | 16   | 6     |
| 2007-2009  | Cruzeiro Esporte Clube | Brazilië      | Campeonato Brasileiro Série A | 102  | 18    |
| 2009-2011  | Lokomotiv Moskou       | Rusland       | Premjer-Liga                  | 21   | 3     |
| 2011-12    | Gaziantepspor          | Turkije       | Süper Lig                     | 26   | 3     |
| 2012-...   | Fluminense             | Brazilië      | Campeonato Brasileiro Série A | 29   | 1     |
| Bijgewerkt | 25-10-2012             |               |                               |      |       |